# 南投縣埔里鎮育英國民小學
南投縣埔里鎮育英國民小學是位於台灣南投縣埔里鎮清新里育英街20號的一所國民小學，創立於1946年。

## 歷史
育英國小的前身是埔里尋常高等小學校，1912年創立，最早是日本人開辦的培育子弟的學校。1941年改制成埔里國民學校。1947年，國民政府接收學校，改稱為埔里第三國民學校，校址從現今的埔里國中校址遷往今埔里第二市場。1953年11月，學區劃分，當局於現址設校並改稱埔里鎮育英國民學校，1968年8月當局實施臺灣九年國民義務教育，學校改稱為埔里鎮育英國民小學至今。
1999年921地震爆發，導致校舍嚴重損毀，全校移至昭平宮育化堂（孔子廟）上課，後又改遷至新生路的簡易教室上課，直至2002年9月基礎重建工程大致完工，師生回至新校區直至今日。

## 外部連結
- 南投縣埔里鎮育英國民小學 （页面存档备份，存于）